# Annelies Paul
Annelies Paul, eigentlich Anneliese Marie Meßner (* 29. Mai 1920 in Vohenstrauß in der Oberpfalz; † 23. Februar 2009 in Gaberndorf bei Weimar), war eine deutsche Schriftstellerin.

## Leben und Wirken
Die gebürtige Bayerin war im Laufe ihres Lebens in verschiedenen Berufen tätig und wirkte unter anderem als Fabrikarbeiterin. Sie heiratete den Autor und Journalisten Paul Meßner (1919–2006), mit dem sie in den 1950er Jahren unter anderem die Bildbände Heimat im Bayrischen Wald (1953), Hochallgäu (1955) und Berchtesgadener Land (1955) herausbrachte. Im Jahr 1953 wurde unter anderem in der Österreichischen Zeitung ihre Geschichte Die Knochenmühle abgedruckt. Nach dem KPD-Verbot im Jahr 1956 übersiedelte sie ihrem Ehemann in die DDR. Hier verfasste Paul Meßner, der oftmals unter dem Pseudonym Kurt Paul schrieb, zahlreiche Chor-, Solo- und Massenlieder aber auch Reportagen und Hörspiele. Auch Annelies Paul wurde in diesem Bereich tätig und war ab den 1960er Jahren an zahlreichen Kantaten aber auch an anderen Arbeiten wie Funkreportagen beteiligt. Neben Kantaten verfasste sie auch Oratorien und andere Lieder.
Bis zu ihrem Tod am 23. Februar 2009 mit 88 Jahren lebte sie in Gaberndorf bei Weimar.

## Werke (Auswahl)
- Heimat im Bayrischen Wald (Bildband; mit Paul Meßner). Sachsenverlag, Dresden 1953.
- Hochallgäu (Bildband; mit Paul Meßner). Sachsenverlag, Dresden 1955.
- Berchtesgadener Land (Bildband, mit Paul Meßner). Sachsenverlag, Dresden 1955.
- Vor uns liegt das neue Leben (Kantate), Uraufführung 1960.
- Neuer Frühling, Volksverlag Weimar, Weimar 1960.
- Das fremde Gesicht, Berlin 1961.
- Die Abrechnung, Volksverlag Weimar, Weimar 1963.
- Es ist ein neues Blühen (Kantate), Uraufführung 1965.
- Eichsfelder Geschichten (Funkreportage), 1967.
- Das Brot der Welt ist gesät (Kantate), Uraufführung 1967.
- Die Barmherzigkeit der Götter im griechischen Epos, Notring, Wien 1969.
- Pflück vom Himmel Sterne (Kantate), Uraufführung 1973.